# Евтинское сельское поселение
Евтинское се́льское поселе́ние — упразднённое муниципальное образование в составе Беловского района Кемеровской области. Административный центр — село Евтино.
С 1 июня 2021 года упразднено в связи с преобразованием муниципального района в муниципальный округ.

## История
Евтинское сельское поселение образовано 17 декабря 2004 года в соответствии с Законом Кемеровской области № 104-ОЗ.
4 апреля 2013 года в соответствии с Законом Кемеровской области № 42-ОЗ в состав Евтинского сельского поселения вошло бывшее Вишнёвское сельское поселение.

## Население
| 2010  | 2011  | 2012  | 2013  | 2014  | 2015  | 2016  |
| ----- | ----- | ----- | ----- | ----- | ----- | ----- |
| 3809  | ↘3808 | ↘3744 | ↘3687 | ↗5578 | ↗5614 | ↗5655 |
| 2017  | 2018  | 2019  | 2020  | 2021  |       |       |
| ↘5574 | ↘5498 | ↘5397 | ↘5245 | ↘5201 |       |       |

## Состав сельского поселения
В состав сельского поселения входят 10 населённых пунктов:
| №  | Населённый пункт | Тип населённого пункта       | Население |
| -- | ---------------- | ---------------------------- | --------- |
| 1  | Вишнёвка         | село                         | 737       |
| 2  | Евтино           | село, административный центр | 941       |
| 3  | Каракан          | село                         | 908       |
| 4  | Коновалово       | село                         | 497       |
| 5  | Новодубровка     | деревня                      | 173       |
| 6  | Новый Каракан    | посёлок                      | 1290      |
| 7  | Петровский       | посёлок                      | 152       |
| 8  | Поморцево        | село                         | 517       |
| 9  | Сидорёнково      | село                         | 500       |
| 10 | Степной          | посёлок                      | 236       |

На территории поселения также находился посёлок Черемшанка, упразднённый в 1988 году.